# Aiduna Aitnafa
Aiduna Aitnafa (28 oktober 1974) is een Nederlandse trainer en voormalige atleet van Ethiopische afkomst. Aitnafa is geboren in Ethiopië, maar verkreeg op 15 mei 1995 het Nederlanderschap. Aitnafa was onder meer de trainer van Sifan Hassan bij de sportvereniging Eindhoven Atletiek in Eindhoven.

## Carrière
Aitnafa specialiseerde zich tijdens zijn carrière in de lange afstand. Hij won onder meer de marathon van Eindhoven in 1994 en werd Nederlands kampioen bij de marathon van Rotterdam in 1996.